# Blechnum spicant
Blechnum spicant (L.) Roth é uma espécie de feto da família Blechnaceae, conhecido pelo nome comum de feto-pente. A espécie tem uma distribuição natural que inclui a região biogeográfica da Macaronésia (arquipélagos dos Açores e da Madeira), a Europa, a Sibéria e o oeste da América do Norte.

## Descrição
Terófito perene rizomatoso, com rizoma oblíquo a ereto, recoberto por escamas.
As frondes têm entre 15 a 50 cm de comprimento, persistentes e coreáceas, formando fascículos separados de estruturas férteis e estéreis. O pecíolo é marcadamente mais curto que o limbo. O limbo é pinatífido dividido numa única ordem de pínulas. As frondes estéreis (os trofófilos) apresentam pínulas oblongas a linear-oblongas, subagudas, com as margens onduladas e 5–8 mm de largura. As frondes férteis (os esporófilos) apresentam pínulas estreitas, quase lineares.
Os esporângios apresentam-se reunidos em grupos (soros), dispostos linearmente de ambos os lados da nervura principal das pínulas das frondes férteis, cobrindo praticamente todo a sua face abaxial.
A espécie produz um único tipo de esporos (isosporos), recobertos por uma membrana linear (indúsio) bem desenvolvida. Esporula durante a primavera e o verão.

## Distribuição e habitat
A espécie tem uma distribuição de carácter euro-siberiano, estendendo-se para oeste até à Macaronésia e para sul até ao Cáucaso.
O habitat preferido são os bosques ribeirinhos húmidos e sombrios e os taludes ressumantes ombrosos, mas ocorre em locais sombrios e húmidos com solos pobres e rochosos.

## Ligações externas

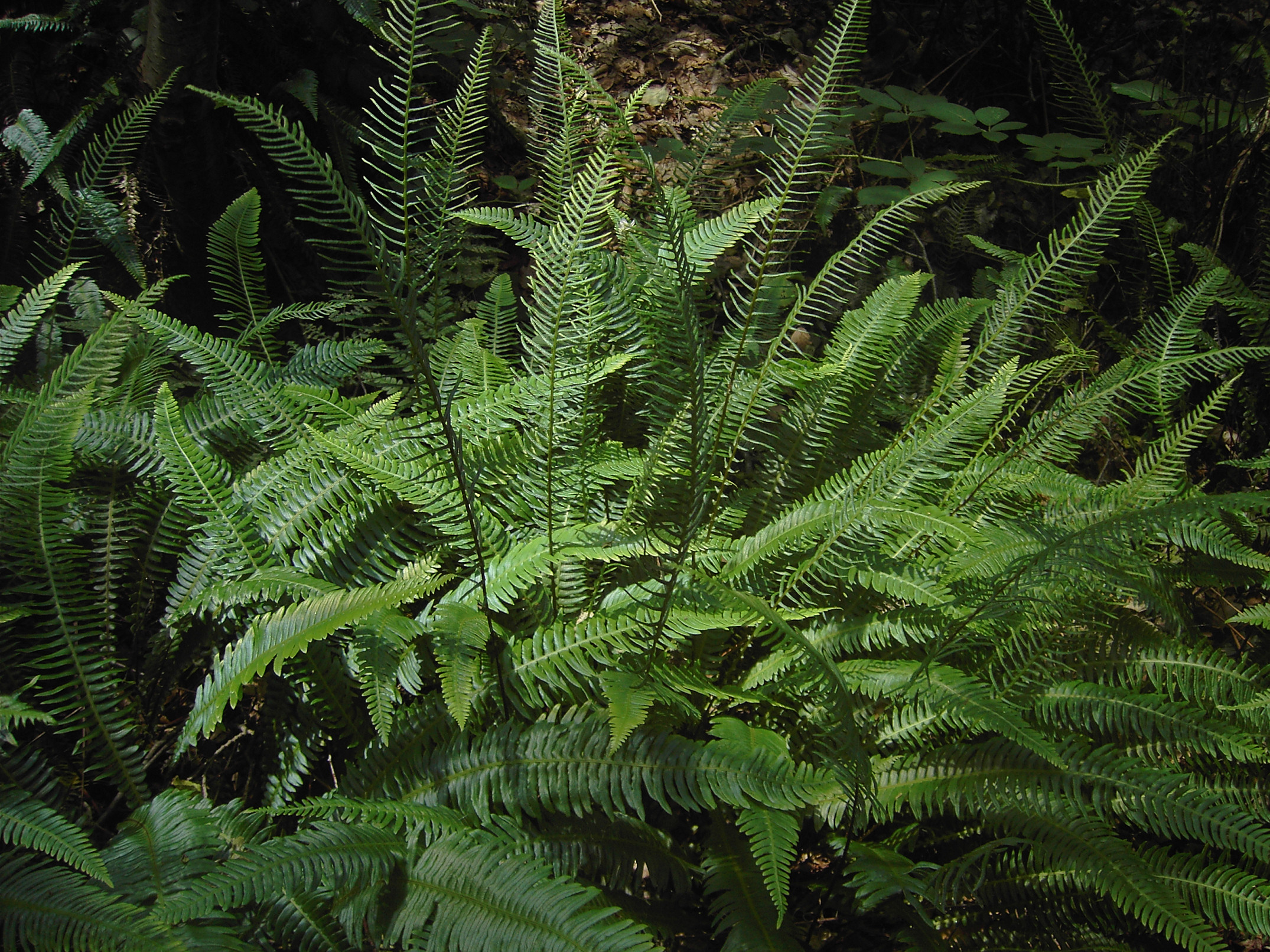
Hábito (com frondes estéreis e férteis)
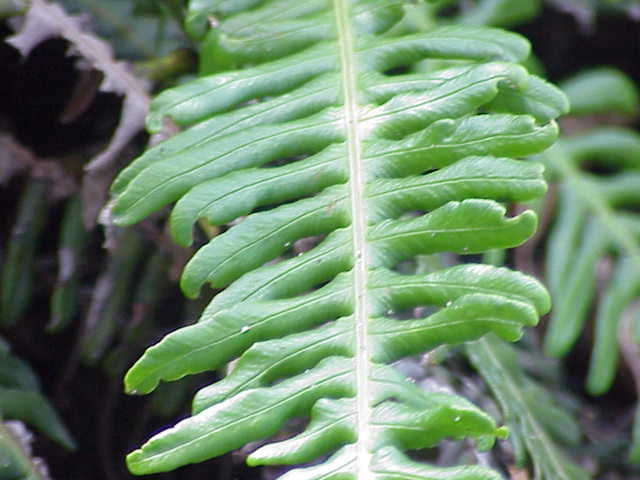
Fronde estéril.
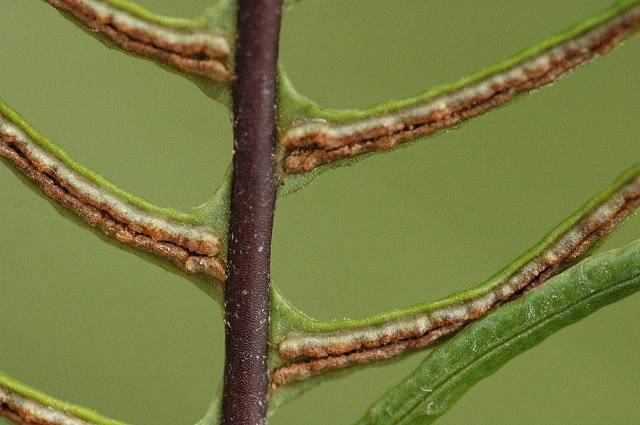
Fronde fértil com soros
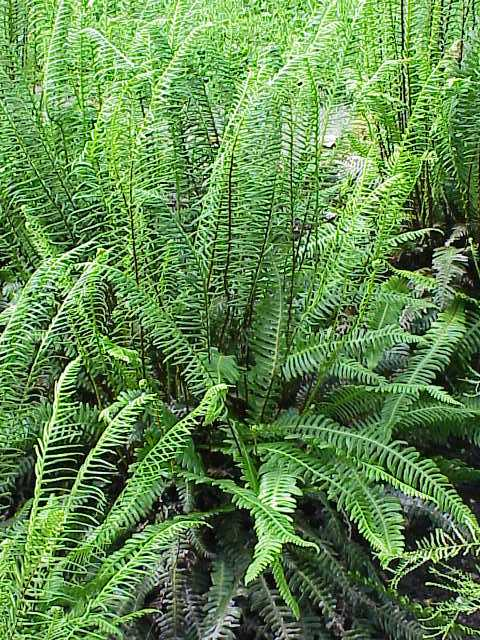
Hábito.
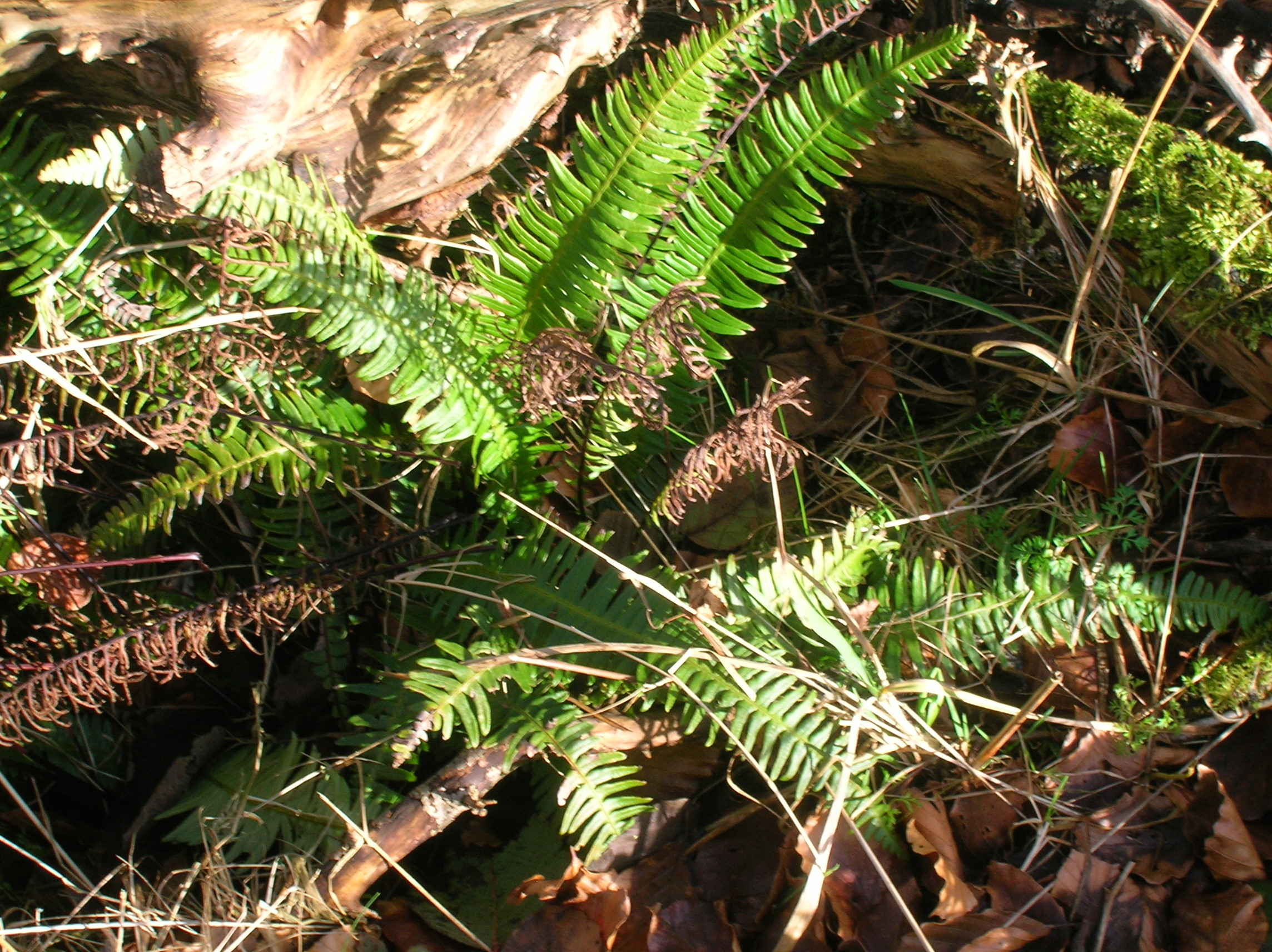
Hábito na primavera, com folhas estéreis mortas.
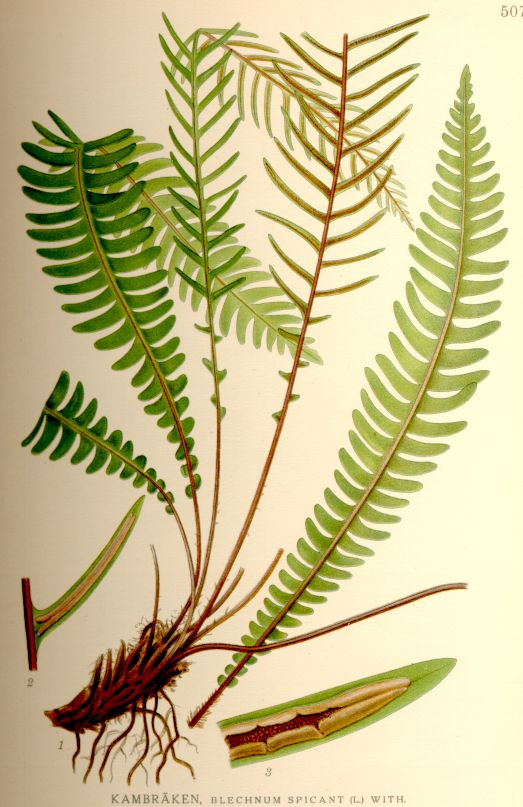
Gravura botânica.